# هایاشی رازان
هایاشی رازان (انگلیسی: Hayashi Razan؛ ۱۵۸۳ – ۷ مارس ۱۶۵۷) یک فیلسوف اهل ژاپن بود.